# 法蘭斯·萊文沃思
法蘭斯·萊文沃思（Francis Preserved Leavenworth，1858年9月3日—1928年11月12日），美國天文學家，生於美國伊利諾州南部城市芒特佛南。於1887年在宾夕法尼亚州的哈弗福德學院擔任天文學教授。他也曾在薜倫斯維爾麥克爾明科天文台工作。

## 外部連結
- 法蘭斯·萊文沃思 個人簡介 （页面存档备份，存于）